# Porto de Salonica
O Porto de Salonica (em em grego:  Λιμάνι της Θεσσαλονίκης) é um dos maiores portos marítimos do Mediterrâneo Oriental. É considerado o porto de entrada para os Balcãs e o sudeste da Europa, localizado no norte da Grécia, perto das principais redes rodoviárias e ferroviárias transeuropeias com acesso direto aos países do sudeste europeu.
O porto é operado pela ThPA S.A. que está listada na Bolsa de Atenas desde 2001, é autorizada com licença AEO e manuseia contêineres, carga convencional, opera a zona franca do porto, oferece serviços ferroviários intermodais, bem como atende ao tráfego de passageiros em cruzeiros e balsas. Após o processo de privatização, 67% do capital social da Empresa foi transferido para a South Europe Gateway Thessaloniki (SEGT) Ltd., em 23 de março de 2018. SEGT Ltd. consiste em "Deutsche Invest Equity Partners GmbH" (47%), "Terminal Link SAS" (33%) e "Belterra Investments Ltd." (20%). O Estado grego, via HRADF, mantém uma participação de 7,27% na ThPA SA e os 25,73% restantes são free float.
Em 4 de junho de 2021, a estrutura acionária da SEGT Ltd. foi alterada, uma vez que o acionista “Belterra Investments Ltd.” comprou a totalidade das ações da "Deutsche Invest Equity Partners GmbH", detendo 67% e, consequentemente, tornando-se o acionista controlador da SEGT Ltd.

## Estatísticas
Em 2021, o Porto de Salonica movimentou 17.416.807 toneladas de carga e 471.063 TEUs, tornando-se um dos portos de carga mais movimentados da Grécia e o segundo maior porto de contêineres do país.
Estatísticas Gerais entre 2020 e 2021 (em toneladas)
| Anos              | 2020       | 2021       |
| Carga geral       | 5.948.911  | 6.179.402  |
| Granel líquido    | 7.837.899  | 7.484.823  |
| Granel seco       | 3.304.453  | 3.752.582  |
| Contêineres (TEU) | 460.724    | 470.645    |
| Total             | 17.091.263 | 17.416.807 |

## Serviços

### Terminal de contêineres
O Porto de Salonica é o maior porto de exportação do país e o principal portão marítimo dos Bálcãs e do sudeste da Europa. Os contêineres são movimentados por meio de uma área especialmente projetada localizada na parte oeste do Píer 6. O Terminal de Contentores com 550m de comprimento e 340m de largura insere-se na Zona Franca, com ligação à rede ferroviária nacional, e estende-se por uma superfície de 254.000 m². Por enquanto, pode receber navios de pequeno e médio porte (feeder), com calado de até 12 metros e capacidade máxima de 550.000 TEU.

### Terminal de Carga Convencional
O Porto de Salonica é o primeiro Porto de Trânsito de Carga Convencional da Grécia e um dos principais portos do Mediterrâneo Oriental. Dispõe de quatorze (14) cais adequados para todo o tipo de carga granel e fracionada, todos eles ligados à rede ferroviária nacional e internacional. O comprimento total das paredes do cais é de 4.200 metros.

### Cruzeiro e balsa

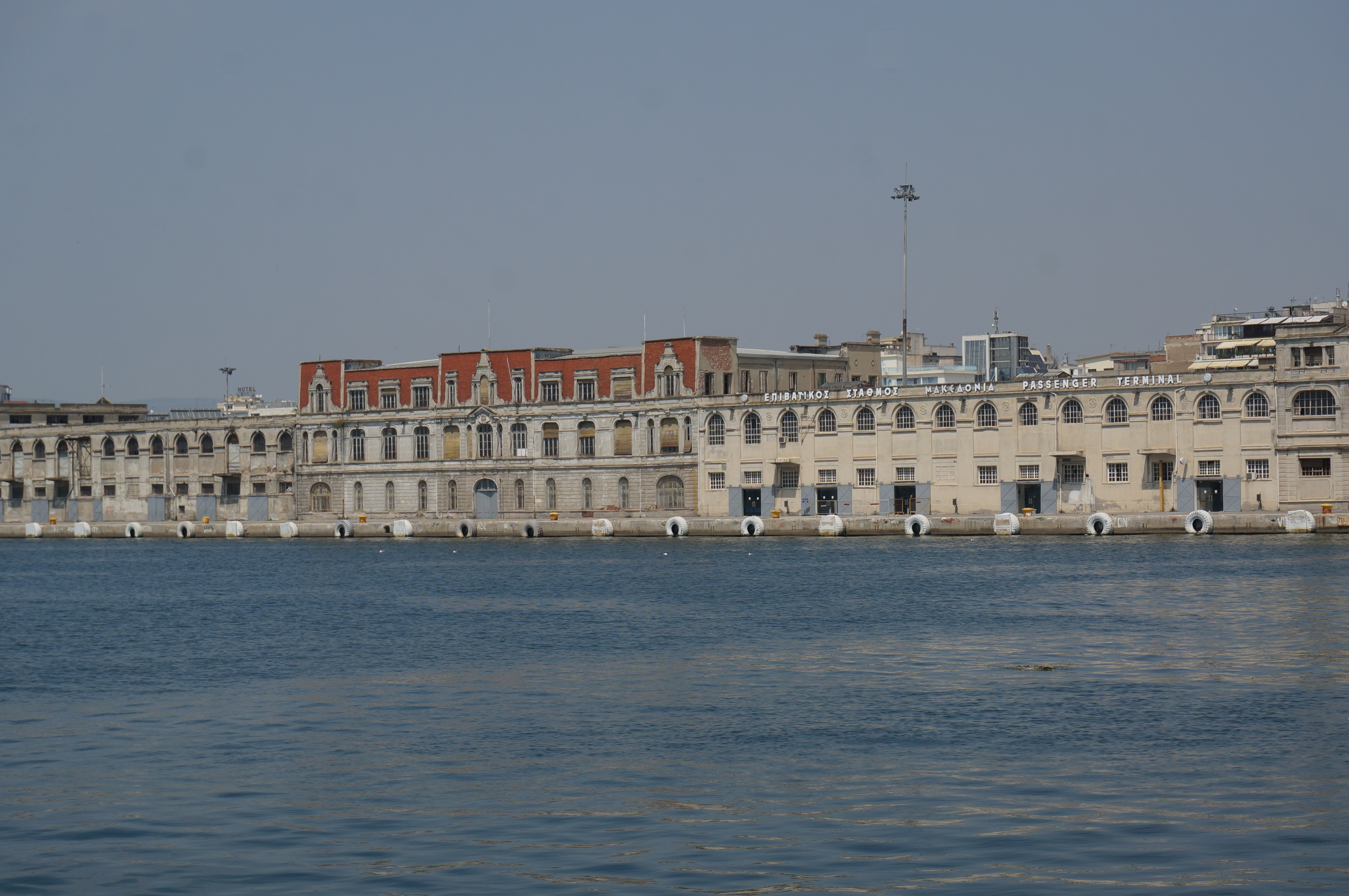
O edifício principal do terminal de passageiros

O Porto de Salonica possui um dos maiores terminais de passageiros da bacia do Mar Egeu. O edifício do terminal de passageiros, anteriormente alfândega, foi construído nos últimos três anos do período otomano (1909-1912) pelo arquiteto judeu local Eli Modiano, com base em projetos do arquiteto franco-levantino Alexander Vallaury.
O Terminal de Passageiros do Porto de Salonica está em total conformidade com o Código Internacional de Segurança de Navios e Instalações Portuárias (ISPS Code) e possui instalações para recepção e atendimento ao tráfego de passageiros (cruzeiros e balsas). Salonica, devido à sua proximidade a locais de grande interesse cultural e à distância muito próxima do porto do centro da cidade, tem sido um destino de cruzeiros cada vez mais popular nos últimos anos. O porto de Salonica tem conexões de balsa com as ilhas do Nordeste do Mar Egeu, as Cíclades, as Espórades (Scíato, Scópelos e Alónissos) e Esmina.

### Actividades Logísticas/Desenvolvimento de Espaços
Na zona portuária, são alugadas áreas de armazenamento ao ar livre e armazéns para atividades logísticas. Especificamente, a ThPA S.A. dispõe de 45.000 m² de área coberta para diferentes tipos de atividades logísticas e 670.000 m² de áreas externas de armazenamento disponíveis para aluguel. Ao mesmo tempo, ThPA S.A. possui instalações externas e internas que podem acomodar diversas atividades e eventos. A ThPA S.A. desenvolveu e opera dois modernos estacionamentos externos nos píeres nº 1 e nº 2, com capacidade total para 595 veículos.

### Serviços ferroviários intermodais do porto de Salonica
A ThPA SA, a partir de 27 de novembro de 2020, oferece serviços ferroviários intermodais com conectividade ferroviária direta entre o porto de Salonica e o porto seco da empresa em Sofia, Bulgária. Além disso, a partir de agosto de 2022, a ThPA S.A. oferece conectividade ferroviária direta entre o porto de Salonica e Nis (Sérvia).

## Outros

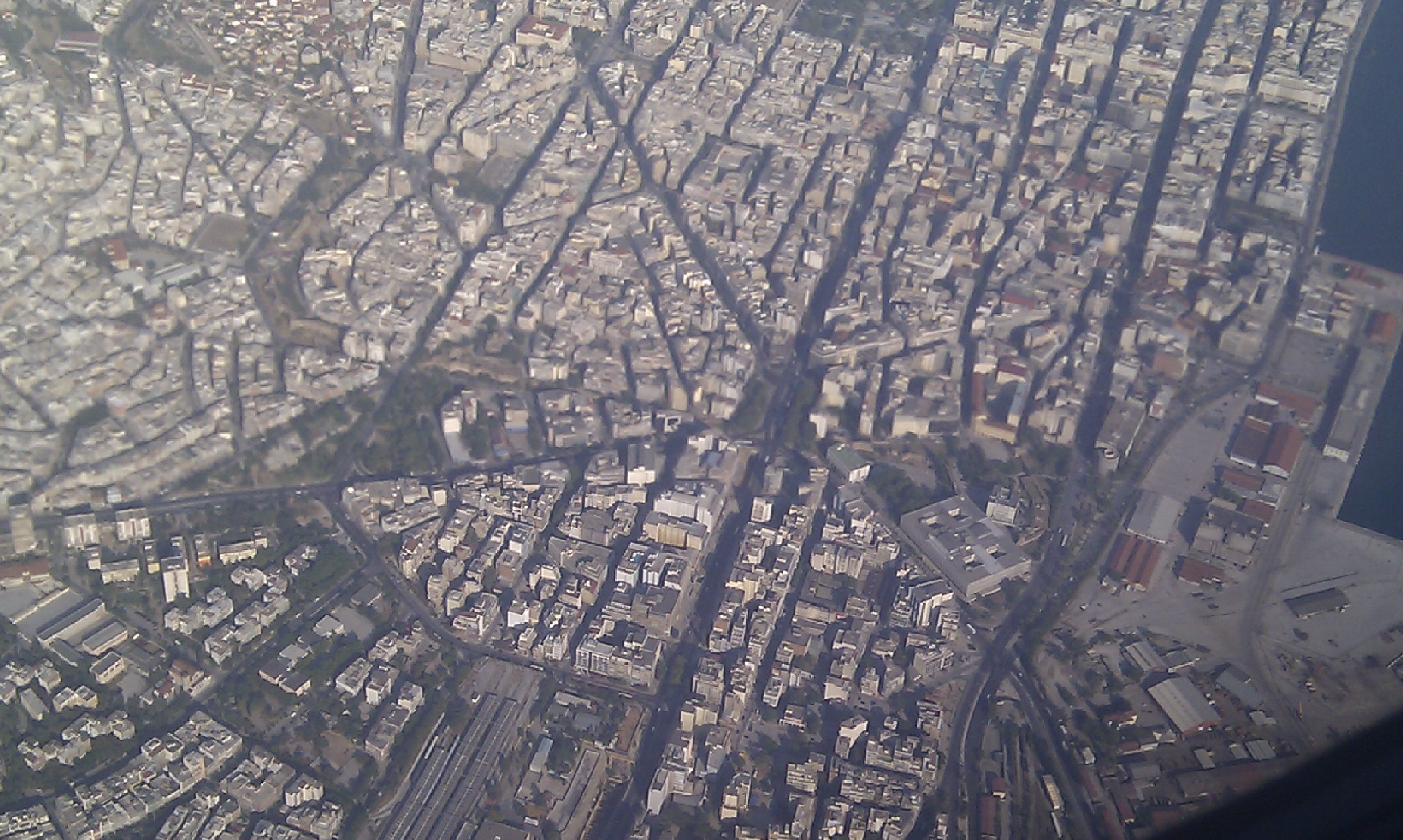
Vista da área de Vardaris

Na área acima do porto, tradicionalmente chamada de "Vardaris" (e "Varonou Hirs", Baron Hirsch, um quarto da área), o Museu do Holocausto da Grécia, entre outros, está sendo construído. A antiga estação ferroviária, de onde os judeus da cidade foram deportados para o campo de concentração de Auschwitz, estava localizada nesta área e o museu está sendo construído em um terreno alugado pela Hellenic Railways Organization. O município de Salonica também quer criar um Parque Metropolitano, um Parque Memorial e uma escola judaica na mesma área.